# Parasyrphus montanus
Parasyrphus montanus är en tvåvingeart som först beskrevs av Peck 1972.  Parasyrphus montanus ingår i släktet buskblomflugor, och familjen blomflugor. Inga underarter finns listade i Catalogue of Life.